# Leo Isele
Leo Isele (* 1907) war ein deutscher Turner.

## Karriere
Isele wurde als Angehöriger des Turnerbunds Löffingen beim Gauturnfest Anfang August 1931 Zweiter im Zehnkampf. Er gehörte zeitweise der deutschen Turnnationalmannschaft an. Ende März/Anfang April 1938 turnte er, zu dieser Zeit wohnhaft in Darmstadt, als Mitglied der Deutschlandriege auf einer Werbereise in Österreich. Auf dieser Reise waren 36 deutsche Spitzenturner in zwei Deutschlandriegen versammelt worden. Bei der Deutschen Turnmeisterschaften 1943 errang er als Turner der Feuerschutzpolizei mit 176,1 den 16. Platz im Mehrkampf.